# Ottmar Aockerblom
Ottmar Robert Paul Aockerblom (* 20. Februar 1890 in Duisburg; † 16. Juni 1981 in Bonn) war ein deutscher Bergbau- und Energiemanager.

## Leben
Ottmar Aockerblom war Sohn des Fabrikdirektors Vales Aockerblom. Nach dem Abitur in Bochum und einer ersten praktischen Tätigkeit im Eisen- und Stahlwerk Hoesch in Dortmund studierte er ab 1911 an der Bergakademie Clausthal, wo er Mitglied des Corps Montania wurde, und der Bergakademie Berlin. Am Ersten Weltkrieg nahm er als Kriegsfreiwilliger teil. 1919 legte er das Dipl.-Ing.-Examen ab. Zunächst zwei Monate Steiger bei den A. Riebeck'schen Montanwerken, vier Monate Direktionsassistent auf der Grube Olba in der Oberlausitz und neun Monate Direktionsassistent auf der Gewerkschaft Hohenzollernhall in Bösau, wurde er 1921 Betriebsleiter der Anhaltischen Kohlenwerke. 1925 wurde er Bergwerksdirektor der Gewerkschaft Gustav und der Gewerkschaft Amalie sowie später Vorstandsmitglied der Gewerkschaft Gustav, Braunkohlenwerk und Großkraftwerk in Deitingen.
Aockerblom gehörte dem Vorstandsrat und Arbeitsausschuss für Abraum- und Fördertechnik des Deutschen Braunkohlen-Industrievereins e. V. an.

## Schriften
- Erfahrungsergebnisse aus Abraumbetrieben als Richtlinien zur Steigerung der Wirtschaftlichkeit, 1924
- Verfahren zum Betriebe dampfbeheizter Trockner, insbesondere für Braunkohle, 1927 (Patentschrift DE478371 C)
- Über wirtschaftliche Größen von Eimerketten-Abraumbaggern, 1930